# Marcelo Meli
César Marcelo Meli (Salto, 20 juni 1992) is een Argentijns voetballer die doorgaans speelt als middenvelder. In juli 2025 verruilde hij Emelec voor Independiente Santa Fe.

## Clubcarrière
Meli speelde in de jeugd van Salto, waarna hij in de opleiding van Colón terechtkwam. In het seizoen 2012/13 maakte hij zijn professionele debuut. Op 9 december 2012 speelde Colón met 2–2 gelijk op bezoek bij Independiente en Meli mocht na achtenzestig minuten als invaller het veld betreden. Na drieëndertig competitiewedstrijden voor Colón werd de middenvelder overgenomen door Boca Juniors. In twee jaar tijd speelde hij drieënveertig wedstrijden voor zijn nieuwe club. In de zomer van 2016 werd de Argentijn voor de duur van één seizoen op huurbasis overgenomen door Sporting CP, dat tevens een optie tot koop af wist te dwingen.
Na afloop van deze verhuurperiode nam Racing Club hem voor anderhalf miljoen euro over. Vitória huurde Meli in juli 2018 voor één seizoen. Na een halfjaar keerde Meli terug naar Racing Club, waarop Belgrano hem huurde voor het restant van het seizoen. Na deze verhuurperiode werd Meli voor een seizoen gestald bij Central Córdoba. Voorafgaand aan de jaargang 2020/21 werd Meli gehuurd door Hapoel Beër Sjeva. Na een jaar in Israël verliep ook zijn verbintenis bij Racing Club, waar hij vertrok. In december 2021 tekende de middenvelder een contract bij Aldosivi, wat de maand erna zou ingaan voor de duur van een jaar. Na dit contract trok het Uruguayaanse Liverpool hem aan. Een jaar later verkaste Meli naar Emelec. Independiente Santa Fe werd in juli 2025 zijn nieuwe club.

## Clubstatistieken
| Seizoen | Club                   | Competitie          | Competitie | Competitie | Beker | Beker | Internationaal | Internationaal | Totaal | Totaal |
| Seizoen | Club                   | Competitie          | Wed.       | Dlp.       | Wed.  | Dlp.  | Wed.           | Dlp.           | Wed.   | Dlp.   |
| ------- | ---------------------- | ------------------- | ---------- | ---------- | ----- | ----- | -------------- | -------------- | ------ | ------ |
| 2012/13 | Colón                  | Primera División    | 5          | 0          | 0     | 0     | —              | —              | 5      | 0      |
| 2013/14 | Colón                  | Primera División    | 28         | 1          | 0     | 0     | —              | —              | 28     | 1      |
| 2014    | Boca Juniors           | Primera División    | 10         | 1          | 0     | 0     | 8              | 0              | 18     | 1      |
| 2015    | Boca Juniors           | Primera División    | 23         | 3          | 4     | 0     | 5              | 1              | 32     | 4      |
| 2016    | Boca Juniors           | Primera División    | 10         | 0          | 3     | 0     | 10             | 0              | 23     | 0      |
| 2016/17 | → Sporting CP          | Primeira Liga       | 0          | 0          | 2     | 0     | 0              | 0              | 2      | 0      |
| 2017/18 | Racing Club            | Primera División    | 10         | 0          | 2     | 0     | 8              | 0              | 20     | 0      |
| 2018/19 | Racing Club            | Primera División    | 14         | 0          | 0     | 0     | —              | —              | 14     | 0      |
| 2018    | → Vitória              | Série A             | 9          | 0          | 0     | 0     | —              | —              | 9      | 0      |
| 2018/19 | → Belgrano             | Primera División    | 10         | 1          | 3     | 1     | —              | —              | 13     | 2      |
| 2019/20 | → Central Córdoba      | Primera División    | 17         | 1          | 5     | 0     | —              | —              | 22     | 1      |
| 2020/21 | → Hapoel Beër Sjeva    | Ligat Ha'Al         | 31         | 1          | 1     | 0     | 5              | 0              | 37     | 1      |
| 2021/22 | Aldosivi               | Primera División    | 29         | 2          | 1     | 0     | —              | —              | 30     | 2      |
| 2023    | Liverpool              | Primera División    | 38         | 2          | 0     | 0     | 5              | 0              | 43     | 2      |
| 2024    | Emelec                 | Serie A             | 27         | 1          | 1     | 0     | —              | —              | 28     | 1      |
| 2025    | Emelec                 | Serie A             | 17         | 0          | 0     | 0     | —              | —              | 17     | 0      |
| 2025    | Independiente Santa Fe | Categoría Primera A | 0          | 0          | 0     | 0     | —              | —              | 0      | 0      |
| Totaal  | Totaal                 | Totaal              | 278        | 13         | 22    | 1     | 41             | 1              | 341    | 15     |

Bijgewerkt op 23 juli 2025.

## Erelijst
| Primera División | 1 | 2015    |
| Copa Argentina   | 1 | 2014/15 |